# Glock Feldspaten

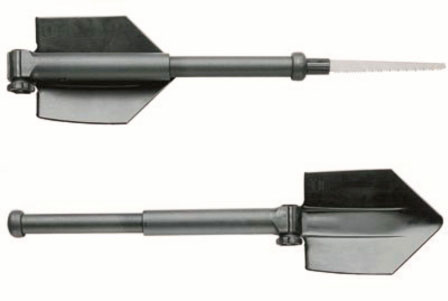
Feldspaten des Herstellers Glock

Der Glock Feldspaten ist ein Klappspaten des österreichischen Herstellers Glock GmbH. Der Feldspaten besitzt einen Stiel aus GFK-Kunststoff. Der Kunststoffstiel beruht auf einer Idee von Gaston Glock. Zum Zeitpunkt der Konstruktion des Feldspatens im Jahr 1983 war dies eine ungewöhnliche, aber sehr innovative Materialwahl. Der Feldspaten zeichnet sich durch sein geringes Gewicht von 640 Gramm aus. Ausgezogen ist der Feldspaten 63 cm lang, zusammengeklappt betragen die Abmessungen 26 × 16 cm. Im Inneren des Stiels befindet sich eine Säge. 
Die dänische Armee verwendet den Feldspaten unter der Bezeichnung feltspade M/96.